# 김반디
김반디(본명: 박경수)는 대한민국의 드라마 작가이다. 본명은 박경수이며 동명이인인 작가로 인해 예명인 김반디로 활동중이다.
구성작가 출신이며 KBS 2TV《VJ특공대》등을 만들었고, 2007년 KBS2TV 단막극 공모에 당선돼 《드라마시티-당신이 머무는 자리》로 데뷔했다. 
《앵그리맘》으로 2014년 MBC 극본공모에 당선되었다.

## 작품 활동
- 2007년 KBS2 드라마시티 《드라마시티-당신이 머무는 자리》 ... 공동집필
- 2015년 MBC 수목 미니시리즈 《앵그리맘》 ... 집필
- 2019년 MBC 월화 미니시리즈 《특별근로감독관 조장풍》 ... 집필
- 2022년 tvN 월화 미니시리즈 《멘탈코치 제갈길》 ... 집필

## 수상
| 연도 | 시상식       | 부문   | 작품                  |
| ---- | ------------ | ------ | --------------------- |
| 2019 | MBC 연기대상 | 작가상 | 특별근로감독관 조장풍 |